# Contea di Escambia (Florida)
La contea di Escambia, in inglese Escambia County, è una contea dello Stato USA della Florida. Al censimento del 2000 la popolazione era di 294 210 abitanti. Il capoluogo è Pensacola.

## Geografia fisica
La contea si trova nell'estremo nord-ovest dello Stato, al confine con l'Alabama, e si affaccia a sud sul Golfo del Messico. L'U.S. Census Bureau certifica che l'estensione della contea è di 2268 km², di cui 1715 km² composti da terra e i rimanenti 552 km² composti di acqua. L'isola di Santa Rosa e quella di Perdido Key rientra nel territorio della contea. La contea ospita diverse aree protette.

### Contee confinanti
- Contea di Escambia (Alabama) - nord
- Contea di Santa Rosa - est
- Contea di Baldwin (Alabama) - ovest

## Storia
La contea di Escambia fu costituita il 22 luglio 1821. Il nome deriva dal nome del fiume Escambia.

## Comuni[5]
- Century - town
- Pensacola (capoluogo) - city

## Politica
| Anno | Repubblicani | Democratici | Altri |
| ---- | ------------ | ----------- | ----- |
| 2004 | 65,3%        | 33,7%       | 1%    |
| 2000 | 62,6%        | 35,1%       | 2,3%  |
| 1996 | 56,5%        | 35,1%       | 8,5%  |
| 1992 | 50,2%        | 30,5%       | 19,3% |
| 1988 | 68%          | 31,4%       | 0,6%  |